# Riwiera Olimpijska

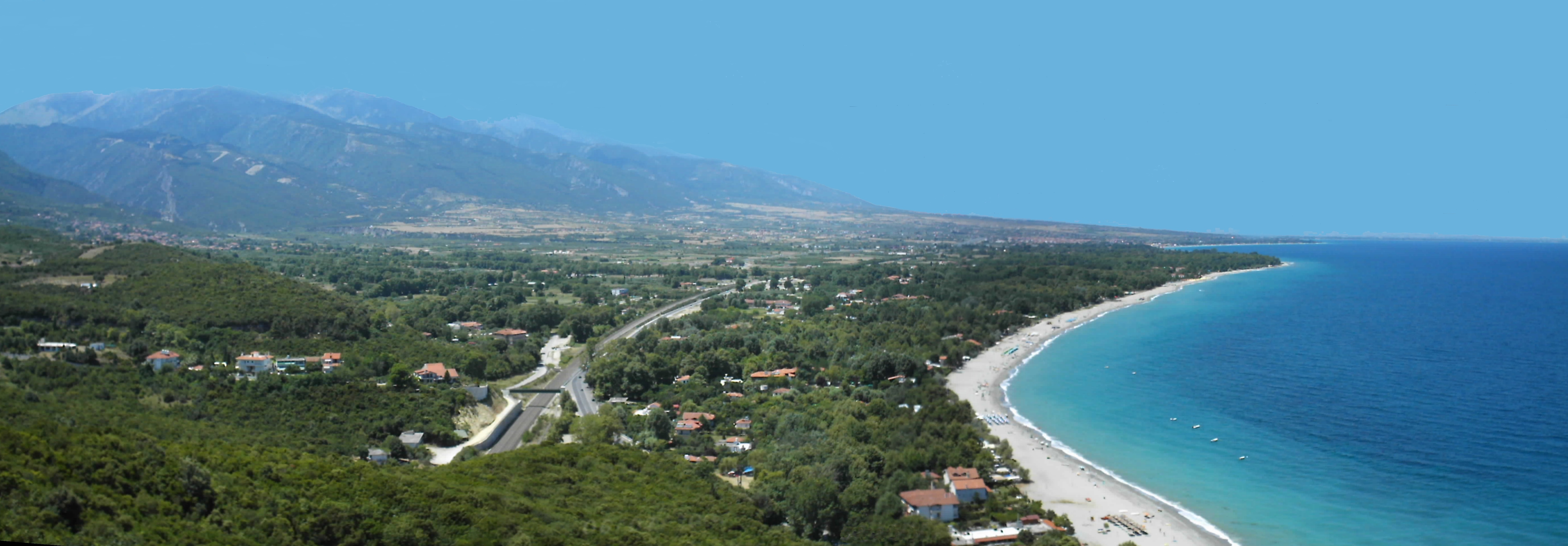
Plaża Riwiery Olimpijskiej koło Platamonas

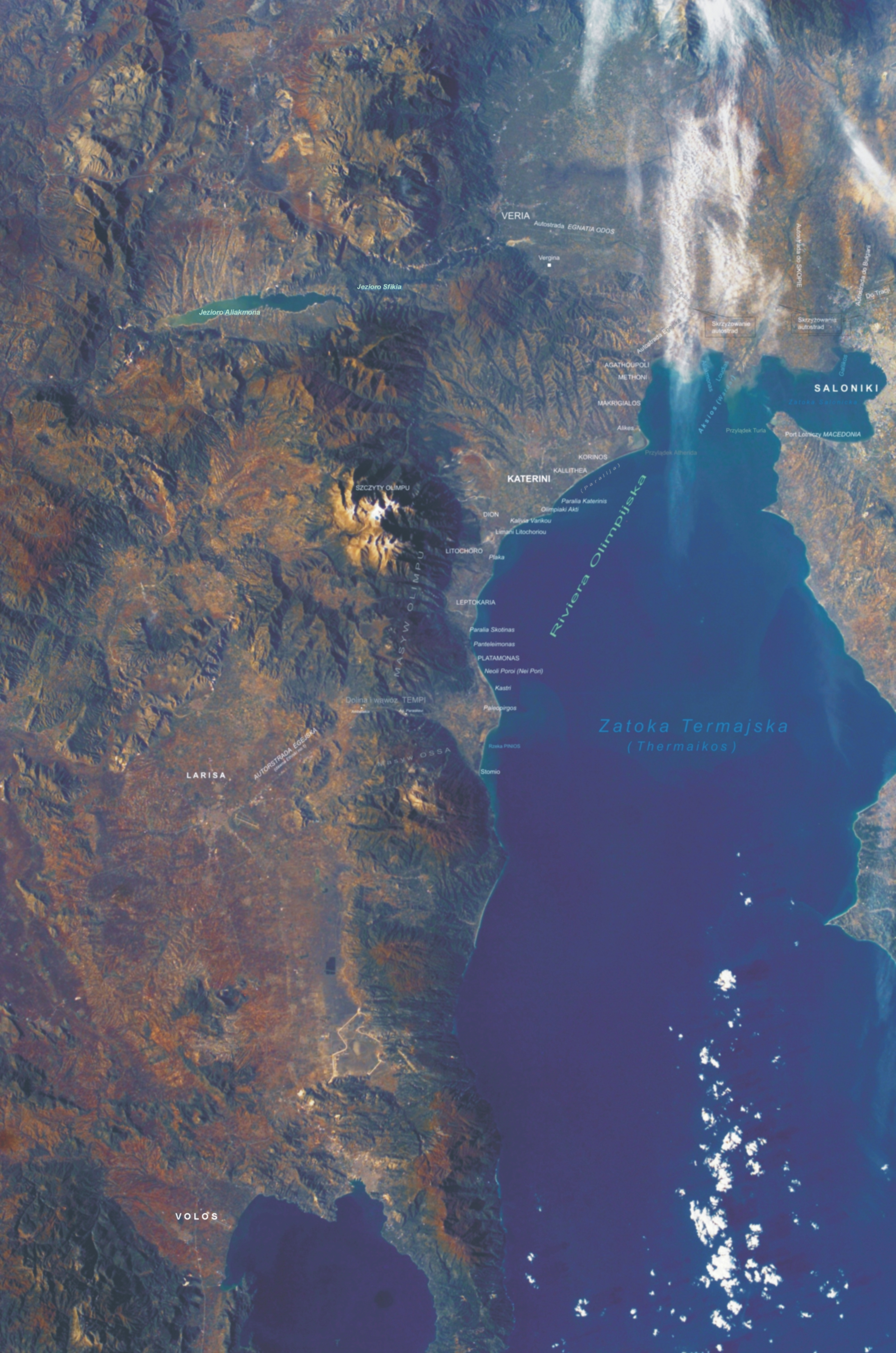
Riwiera w kontekście regionu - zdjęcie satelitarne z opisem

Riwiera Olimpijska – pojęcie z dziedziny turystyki, nieuznawane jeszcze oficjalnie za krainę geograficzną. Określa się tak kilkudziesięciokilometrowy pas plaż zachodniego wybrzeża Zatoki Termajskiej Morza Egejskiego, w greckim regionie administracyjnym Środkowej Macedonii, w jednostce regionalnej Pieria. Ciągnie się od Metoni na północy po okolicę doliny i wąwozu Tempi na południu. W jego bezpośrednim sąsiedztwie leżą masywy Olimpu i góry Ossa. Jest sprawnie skomunikowany z infrastrukturą okręgu Salonik. 

## Używane nazwy regionu i ich pochodzenie
Grekom na ogół nieznane jest pojęcie „riwiera”. Używają określenia „paralia”, oznaczającego ogólnie morskie brzegi z plażą, pozostające własnością gminną, położone w bliskości drogi publicznej. O centralnej części wybrzeży okolic Olimpu Grecy mówią „Olimpiaki Paralia”. „Paralia” to także nazwa własna jednej z tutejszych gmin (demosu), z ośrodkiem w miejscowości Kallithea.

## Czynniki uzasadniające formułowanie pojęcia Riwiery Olimpijskiej
- długa plaża z rozległym zapleczem wypoczynkowym, ciągnąca się przez niemal całą długość brzegu
- rozbudowana baza hotelarska i kempingowa na brzegach i w pobliskich miejscowościach
- bliskość leśnego, dalej wysokogórskiego masywu Olimpu, przystosowanego także dla turystyki kwalifikowanej
- bliskość Autostrady Egejskiej wzdłuż całej długości brzegów
- szybkie podmiejskie połączenia kolejowe i autostradowe z atrakcyjnymi turystycznie Salonikami, mnogość połączeń lokalnych
- kolejowe i autostradowe skomunikowanie z Atenami.

## Pozostałe czynniki rozwoju turystyki
- zamki rycerskie, w tym Platamonas – położony przy autostradzie i dostępny także dla rodzin z małymi dziećmi
- stare lub stylizowane budownictwo pobliskich miejscowości podgórskich
- liczne zabytki architektury sakralnej (kaplice, kościoły, monastyry)
- bliskość stanowisk archeologicznych i muzeów o międzynarodowym znaczeniu, zwłaszcza w Werginie, Dionie, Salonikach
- łatwość dojazdu do wąwozu Tempi
- walory sakralne, historyczne (fortyfikacyjne), przyrodnicze i widokowe dawnego szlaku kolejowego przez Tempi
- lokalne zagospodarowanie turystyczne rzeki Pinios, przecinającej Tempi
- dostępność krateru Olimpu utwardzoną drogą (z Litochoro)
- dla Polaków: możliwość skorzystania z lotniska w Salonikach lub dojazdu drogowego
- najbogatsza w ten rejon Grecji oferta polskich przedsiębiorstw turystycznych, w tym ekonomicznych wczasów rodzinnych, kolonii i wycieczek szkolnych.